# Jürgen Wolfrum
Jürgen Wolfrum (* 23. September 1939 in Jena) ist ein deutscher Physikochemiker und Seniorprofessor für physikalische Chemie an der Universität Heidelberg.

## Leben
Jürgen Wolfrum wuchs als Sohn des Professors Erich Wolfrum und der Lehrerin Christa Wolfrum (geb. Otto) in Jena auf. Nach dem Besuch der Experimentalschule der Friedrich-Schiller-Universität Jena und Abitur an der Grete-Unrein-Oberschule in Jena 1957 absolvierte Wolfrum ein Praktikum am Jenaer Institut für Wärmetechnik und Automatisierung. 1958 siedelte er von der DDR in die Bundesrepublik Deutschland über, wo er zunächst das Felix-Klein-Gymnasium in Göttingen besuchte und im gleichen Jahr noch in Hannover die Anerkennungsprüfung für das Abitur der DDR ablegte. Von 1958 bis 1965 studierte er Physik in Göttingen und Hamburg mit Abschluss als Diplom-Physiker am III. Physikalisches Institut der Georg-August-Universität Göttingen und Promotion zum Dr. rer. nat. am Institut für Physikalische Chemie, mit dem Prädikat „Summa cum laude“. Doktorvater seiner Dissertation „Experimente zur genauen Bestimmung der Geschwindigkeit chemischer Elementarreaktionen“ war Heinz Georg Wagner, als dessen wissenschaftlicher Mitarbeiter ihm Wolfrum 1970 an das Max-Planck-Institut für Strömungsforschung folgte. In den Jahren dazwischen war Wolfrum Wissenschaftlicher Assistent an der Ruhr-Universität Bochum. In den Jahren von 1970 bis 1982 bei Wagner fiel ein Aufenthalt am Department of Chemistry der University of California at Berkeley in der Arbeitsgruppe von C. B. Moore im Jahr 1974 und 1975 die Venia legendi für Physikalische Chemie an der Universität Göttingen mit der Habilitationsschrift „Zum reaktiven Verhalten schwingungsangeregter Moleküle in der Gasphase“. 1980 ernannte ihn die Universität Göttingen zum außerplanmäßigen Professor. 1982 folgte er dem Ruf auf den Lehrstuhl für Physikalische Chemie der Ruprecht-Karls-Universität Heidelberg. Seit 1992 ist er Auswärtiges Wissenschaftliches Mitglied des Max-Planck-Institutes für biophysikalische Chemie in Göttingen. 1999 war er Russell Severance Springer Professor an der University of California at Berkeley.

## Wirken
Wolfrums wissenschaftliche Arbeitsgebiete im Bereich laserinduzierter chemischer Prozesse sind die mikroskopische Dynamik von chemischen Elementarreaktionen in der Gasphase, elementare Verbrennungsreaktionen, chemische Reaktionen in der Atmosphäre und laserinduzierte Zündprozesse. In der Laserdiagnostik von technischen Prozessen arbeitet er an Untersuchungen elementarer katalytischer Reaktionen unter realistischen Bedingungen mit Hilfe der Summenfrequenzspektroskopie, der Laseranalyse von CVD-Prozessen (Diamant, GaN), der Laserlichtschnittanalyse von Otto- und Dieselmotoren, Fluggasturbinen und turbulenten Drallflammen, der In-situ-Alkalinachweis in Druck-Wirbelschichtreaktoren sowie an der Laserkontrolle von Müllverbrennungsanlagen und Kraftwerken. Ein weiteres Forschungsgebiet ist der Einsatz von Lasern in Biologie und Medizin, vor allem der UV-Mikrostrahl und optische Pinzetten, die DNA-Sequenzierung, Einzelmolekülnachweis mit Halbleiterlasern und Multiplexfarbstoffen (Nukleotide, Proteine, Tumormarker).
1978 war Wolfrum Mitbegründer und stellvertretender Sprecher des Sonderforschungsbereiches SFB 93 „Photochemie mit Lasern“. Seit 1984 ist Wolfrum Mitherausgeber der Zeitschrift "Applied Physics B". 1984 war er einer der Gründer der Arbeitsgemeinschaft „TECFLAM – Mathematische Modellierung und Lasermeßtechnik von Verbrennungsvorgängen“ der Universitäten Berlin, Darmstadt, Heidelberg, Karlsruhe, Stuttgart und der DLR. 1984 Mitherausgeber der Herausgeber der Zeitschrift "Applied Physics B". 1988 Mitbegründer und Mitglied des Direktoriums des Interdisziplinären Zentrums für Wissenschaftliches Rechnen (IWR) der Universität Heidelberg. 1990 wurde er Vorsitzender des Beirats des Farkas Center for Light-Induced Processes an der Hebrew University of Jerusalem in Israel. Seit 2000 ist er Mitglied des Hochschulrates der Universität Heidelberg und seit 2001 Mitglied des International Space Station (ISS) Review Panel. 2002 berief ihn die Karl Heinz Beckurts-Stiftung in das Kuratorium, im selben Jahr wurde er in den Beirat des Forschungszentrums Karlsruhe aufgenommen.

## Auszeichnungen
Wolfrum ist seit 1991 Mitglied der Heidelberger Akademie der Wissenschaften, seit 2002 der Deutschen Akademie der Technikwissenschaften (acatech) und seit 2004 der National Academy of Sciences of India.
- 1978 	Nernst-Haber-Bodenstein-Preises der Deutschen Bunsengesellschaft für Physikalische Chemie
- 1987 	Philip Morris Forschungspreis
- 1991 	Member of Heidelberg Academy of the Sciences ans Humanities
- 1992 	External Scientific Member of the Max-Planck-Institute of Biophysical Chemistry
- 1993 	Max-Planck-Forschungspreis, gemeinsam mit George C. Schatz
- 1998 	Hoyt C. Hottel Lecture Award
- 1998 	Karl Heinz Beckurts-Preis
- 1999 	BMW Scientific Award, zusammen mit Christof Schulz
- 2000 	Polanyi Medal der Royal Society of Chemistry, London
- 2002 	Mitglied der Deutschen Akademie für Technikwissenschaften (acatech)
- 2003 	Verleihung der Bunsen-Denkmünze durch die Deutsche Bunsengesellschaft für Physikalische Chemie
- 2010 	Bernard Lewis Gold Medal, The Combustion Institute
- 2014 	 Dr. Ing. E. h. der Universität Duisburg/Essen

## Belege
- Prof. Dr. Jürgen Wolfrum neuer Seniorprofessor der Universität Heidelberg, Presseinformation der Universität Heidelberg, 25. Juli 2007
- Physikalisches Kolloquium am 29. Oktober 2004 in Heidelberg aus Anlass des 65. Geburtstags von Prof. Dr. Jürgen Wolfrum www.uni-protokolle.de, 27. Oktober 2004

| Personendaten    | Personendaten                                                        |
| ---------------- | -------------------------------------------------------------------- |
| NAME             | Wolfrum, Jürgen                                                      |
| KURZBESCHREIBUNG | deutscher Physiker und Seniorprofessor an der Universität Heidelberg |
| GEBURTSDATUM     | 23. September 1939                                                   |
| GEBURTSORT       | Jena                                                                 |